# Täby centrum
Täby Centrum (sedan 8 oktober 2022 formellt med tillägget Westfield Täby Centrum) är ett köpcentrum inom stadsdelen Tibble inom Täby kommun, Stockholms län. Centrumet har byggts ut i flera omgångar och har 215 butiker, 34 restauranger och caféer, två livsmedelsbutiker, en biograf samt andra tjänster som banker, mäklare etc.  Anläggningen ägs av Unibail-Rodamco-Westfield som driver tre köpcentrum i Stockholmsområdet, bland annat Mall of Scandinavia. Den 8 oktober 2022 nyinvigdes köpcentrumet tidigare känt som ”Täby Centrum” under sitt nuvarande namn ”Westfield Täby Centrum”. 

## Historik
Täbys starke man, Gustaf Berg, började på 1960-talet planera för ett storcentrum i Täby och byggföretaget JM Byggnads & Fastighets AB föreslog ett inglasat byggnadsverk. Arkitekten Lolle Lundquist fick ansvaret och hade ett affärscentrum från Minneapolis, USA, i tankarna. Planerna var kraftigt ifrågasatta innan politikerna år 1962 antog stadsplanen. Att uppförandet skedde mitt i järnåldersbyn Tibble gård (vars ekonomibyggnader i flera fall fick stå kvar under byggnationen) var aldrig ifrågasatt - i stället var det byggnationens omfattning, höjd etc som diskuterades.
Platsen var vald med tanke på den knutpunkt i kommunikationerna som uppstod i förgreningen mellan Stockholm Rimbo Järnväg och Södra Roslags Kustbana vilken tidigare hade resulterat i bebyggelsen med kommunalhus och service kring Roslags Näsby. I Tibble, ca 1 km norr om denna knutpunkt, fanns tillgänglig mark, men den visade sig samtidigt utgöra en av de tätaste arkeologiska fyndplatserna i Sverige. Ett stort antal gravfält grävdes ut och endast några få återstod år 2000. I samband med ett stort vägbygge år 2009-2012 grävdes ytterligare ett bort. Köpcentrumet stod klart år 1968 klart och var då norra Europas första inglasade centrum.
Den nya bebyggelsen i centrumområdet innefattade även bostäder i bland annat två stora bostadsområden i trevånings låghus - Brf Farmen och Brf Volten. Mest berömt var bygget av "Höghuset i Täby" eller Storstugan som det sedermera kom att kallas: Det var tänkt som ett mot söder vänt, bågformigt hus i 25 våningar med restaurang och liknande på översta planet och två mellanliggande serviceplan med bland annat barndaghem åtskiljande tre sjuvånings bostadsdelar. Dessa funderingar ströks när projektet gick mot genomförande och huset uppfördes slutligen i 17 våningar (1970) med endast bostäder samt ett bottenplan med en mindre andel av ytan avsett för mindre butiker.
Inom loppet av några få år hade så inom 500 meters radie från köpcentrumet nära 3 000 lägenheter färdigställts, detta i hus av endast tre olika arkitektoniska utformningar. Till centrumområdet kan nästan räknas även de samtida, stora bostadsområdena i Grindtorp (1548 lägenheter i ännu större bågformiga hus) och Näsbydal (900 lägenheter i åtta ca 50 m höga punkthus i kvadratisk sektion).

## Utbyggnader av Täby köpcentrum
Under 1980-talet väcktes planerna på att fördubbla köpcentrumet och år 1991 var utbyggnaden klar. Det var en typisk 80-talsgalleria i tre plan. Till skillnad från den äldre delen där butikerna ligger samlade kring ett större innetorg synes avsikten i den nya delen ha varit att skapa en butiksarkad med traditionell gatukänsla i bottenplanet.
I början av 2000-talet planeras för ytterligare en utvidgning. Kommunfullmäktige antog en ny detaljplan för Täby centrum den 26 januari 2009. Detaljplaneförslaget möjliggör byggandet av cirka 870 lägenheter, cirka 14 000 m² kontor samt 26 000 m² ny detaljhandelsyta med plats för cirka 75 nya butiker. Flera nya trafiklösningar föreslås och ny underjordisk besöksparkering med cirka 3 000 platser ersätter dagens utomhusparkering med cirka 2 700 platser. Förslaget innehåller också ett nytt centralt beläget torg med plats för olika aktiviteter. En bred trädplanterad esplanad är planerad för att binda samman torget, bibliotekshuset, Tibble kyrka och sportcentrum. Utbyggnaden delvis klar 2013 då flera nya butiker har öppnat och det finns helt nya delar som tagit plats där den gamla parkeringen var. Det har också öppnat helt andra parkeringslösningar.
Samtidigt med expansionen av Täby Centrum planeras även utbyggnader av konkurrerande shoppingcentra i Stockholmsregionen. I Solna kommun planeras Mall of Scandinavia med 200 butiker i tre plan på en total yta av 100 000 m². Samtidigt har kraftiga utbyggnader nyligen skett i både Skärholmen, Nacka Forum och Kista Galleria.

## Stationen
På Roslagsbanan öppnades i anslutning till centrumet en hållplats år 1960. Se vidare Täby centrums station